# Ključ Brdovečki
Ključ Brdovečki är en ort i Kroatien.   Den ligger i länet Zagrebs län, i den centrala delen av landet, 22 km väster om huvudstaden Zagreb. Ključ Brdovečki ligger 135 meter över havet och antalet invånare är 599.
Terrängen runt Ključ Brdovečki är platt åt nordost, men åt sydväst är den kuperad. Runt Ključ Brdovečki är det ganska glesbefolkat, med 43 invånare per kvadratkilometer. Närmaste större samhälle är Stenjevec, 15,5 km öster om Ključ Brdovečki. Omgivningarna runt Ključ Brdovečki är en mosaik av jordbruksmark och naturlig växtlighet.